# Mannix
Mannix è una serie televisiva poliziesca statunitense creata dal famoso duo Richard Levinson & William Link: gli stessi delle successive Colombo, Ellery Queen, La signora in giallo. In fase di produzione ha collaborato anche Bruce Geller, l'ideatore di Missione impossibile.
Il protagonista è un investigatore privato di origine armene interpretato da Mike Connors, mentre il tema musicale della sigla è stato composto da Lalo Schifrin. È stata l'ultima serie ad essere stata prodotta dalla Desilu Productions, prima che questa venisse assorbita dal gruppo finanziario che acquisì la Paramount e che, difatti a partire dalla seconda stagione riporta il logo Paramount Television.
Negli Stati Uniti è stata trasmessa dall'emittente televisiva CBS dal 1967 al 1975, mentre in Italia è approdata su Rai 1 negli anni settanta e, successivamente è stata replicata su Canale 5 e su alcune reti locali.

## Trama
Durante la prima stagione della serie, Joe Mannix lavora presso una grande agenzia investigativa di Los Angeles chiamata Intertect (titolo inizialmente dato alla serie), il suo superiore Lew Wickersham si affida all'uso del computer per risolvere i casi. A differenza degli altri che, per essere riconosciuti, devono vestire in giacca & cravatta, al "nostro" basta un cartellino con il suo nome sopra: Mannix. Disordinato, indossa abiti sportivi e, appartiene al classico archetipo detective americano che, quindi, disobbedisce agli ordini del suo capo e si propone di fare le cose a modo suo ma, soprattutto di solito ignora le soluzioni suggerite dai computer dell'agenzia. Mentre Lew tiene tutti sotto controllo tramite delle telecamere piazzate in tutte le stanze della Intertect, monitorando i movimenti dei suoi dipendenti e avendo delle risposte immediate attraverso i citofoni di ogni stanza, Mannix riesce sempre a coprirle con un attaccapanni insultandolo e paragonandolo al Grande Fratello di Orwell.
Dalla seconda stagione, Mannix lavora da solo con l'aiuto della sua fedele segretaria Peggy Fair, vedova di un ufficiale di polizia. Riceve anche l'assistenza da parte del dipartimento di polizia losangelino grazie a due degli ufficiali più importanti: i tenenti Art Malcolm e Adam Tobias. Altri contatti con la polizia saranno il Tenente George Kramer e il Tenente Dan Ives.

## Episodi
| Stagione         | Episodi | Prima TV USA | Prima TV Italia |
| ---------------- | ------- | ------------ | --------------- |
| Prima stagione   | 24      | 1967-1968    |                 |
| Seconda stagione | 25      | 1968-1969    |                 |
| Terza stagione   | 25      | 1969-1970    |                 |
| Quarta stagione  | 24      | 1970-1971    |                 |
| Quinta stagione  | 24      | 1971-1972    |                 |
| Sesta stagione   | 24      | 1972-1973    |                 |
| Settima stagione | 24      | 1973-1974    |                 |
| Ottava stagione  | 24      | 1974-1975    |                 |

## Produzione
Tra la prima e la seconda stagione, il capo dell'allora Desilu Productions Lucille Ball e il produttore Bruce Geller apportarono alcuni cambiamenti alla serie normalizzandola e rendendola più appetibile al pubblico. Lucille Ball pensava che i computer erano troppo avanzati tecnologicamente per essere compresi dalla gente comune e, quindi, vennero rimossi del tutto: è così che, l'agenzia investigativa Intertect e il suo capo scomparvero dalla serie.

## Guest star
Fra le guest star che hanno partecipato alla serie figurano, fra le altre:
- Letícia Román (episodio Make It Like It Never Happened)
- Patricia Medina (episodio Cold Trail)
- Gene Evans (episodio Murder Times Three)
- Don DeFore (episodio Murder Revisited)
- Stephen McNally (episodio A Choice of Evils)
- David Brian (episodio Night Out of Time)
- Gloria DeHaven (episodio Nothing Ever Works Twice)

## Apparizioni
Nel 1971, il personaggio di Mannix è comparso in un episodio della serie Here's Lucy interpretata da Lucille Ball intitolato Lucy and Mannix are Held Hostage.
Nel 1997 Mike Connors ha ripreso il personaggio per apparire nell'episodio Omicidi d'annata (Hard-Boiled Murder) della quarta stagione della serie televisiva Un detective in corsia, presentato come sequel dell'episodio Little Girl Lost della serie Mannix.

## Home-video
| Stagione   | Episodi | Uscita DVD Stati Uniti | Uscita DVD Australia | Uscita DVD Francia |
| ---------- | ------- | ---------------------- | -------------------- | ------------------ |
| Stagione 1 | 24      | 3 giugno 2008          | 10 agosto 2010       | 18 agosto 2010     |
| Stagione 2 | 25      | 6 gennaio 2009         | 12 ottobre 2010      | 2 febbraio 2011    |
| Stagione 3 | 25      | 27 ottobre 2009        | 9 febbraio 2011      |                    |
| Stagione 4 | 24      | 4 gennaio 2011         |                      |                    |
| Stagione 5 | 24      | 5 luglio 2011          |                      |                    |
| Stagione 6 | 24      | 24 gennaio 2012        |                      |                    |
| Stagione 7 | 24      | 3 luglio 2012          |                      |                    |
| Stagione 8 | 24      | 4 dicembre 2012        |                      |                    |

### Edizione italiana
Tutte le otto stagioni sono tuttora inedite in questo formato.